# Deltocyathus heteroclitus
Deltocyathus heteroclitus är en korallart som beskrevs av Wells 1984. Deltocyathus heteroclitus ingår i släktet Deltocyathus och familjen Caryophylliidae. Inga underarter finns listade i Catalogue of Life.